# Campoletis chlorideae
Campoletis chlorideae là một loài tò vò trong họ Ichneumonidae.